# Meze
Un meze o mezze (turc: meze; àrab: مزة, mazza; persa: مزه, mazze; grec: μεζές, mezes; búlgar: мезе; serbi: мезе; macedònic: мезе), en la cuina de l'est del mediterrani i de l'Orient Mitjà, és una selecció d'aperitius variada que sol anar acompanyada d'una beguda alcohòlica, com el rakı a Turquia o l'ouzo a Grècia. L'equivalent en Espanya són les tapes.
En la cuina dels països com Jordània, Palestina, Síria o el Líban aquest conjunt sol servir-se com a part d'un menjar a "gran escala" a què es pot dedicar molt de temps. En alguns països se'n diuen muqabbilat (entremesos), quan no se serveix amb alcohol. La paraula meze o mezze, que ha arribat al català del turc, del grec i de l'àrab oriental, prové del persa o farsi مزه (mazze), que significa gust i aquest nom prové del verb مزیدن mazzidan, és a dir, tastar.
Els populars meze (entremesos) se serveixen acompanyats de rakı i entre els més coneguts hi ha els d'albergínia elaborats de diverses maneres, els de tomàquets, els que contenen cogombres, les cebes fresques, el formatge blanc turc semblant al feta greg, els tomàquets i pebrots farcits d'arròs (dolma), el pollastre circasià (elaborat amb una salsa a base de nous), els musclos fregits o farcits, el puré de faves, el çiroz o verat fumat, el lakerda (peix en salaó), el leblebi (cigrons torrats), les olives negres i verdes, els raves, la pastırma i el sucuk (llonganissa turca assaonada).
A Turquia els meze són servits tant en les tradicionals meyhane, establiments en els quals se serveixen begudes alcohòliques com el rakı o el vi, com en els restaurants més moderns, que també serveixen cervesa.

## Galeria

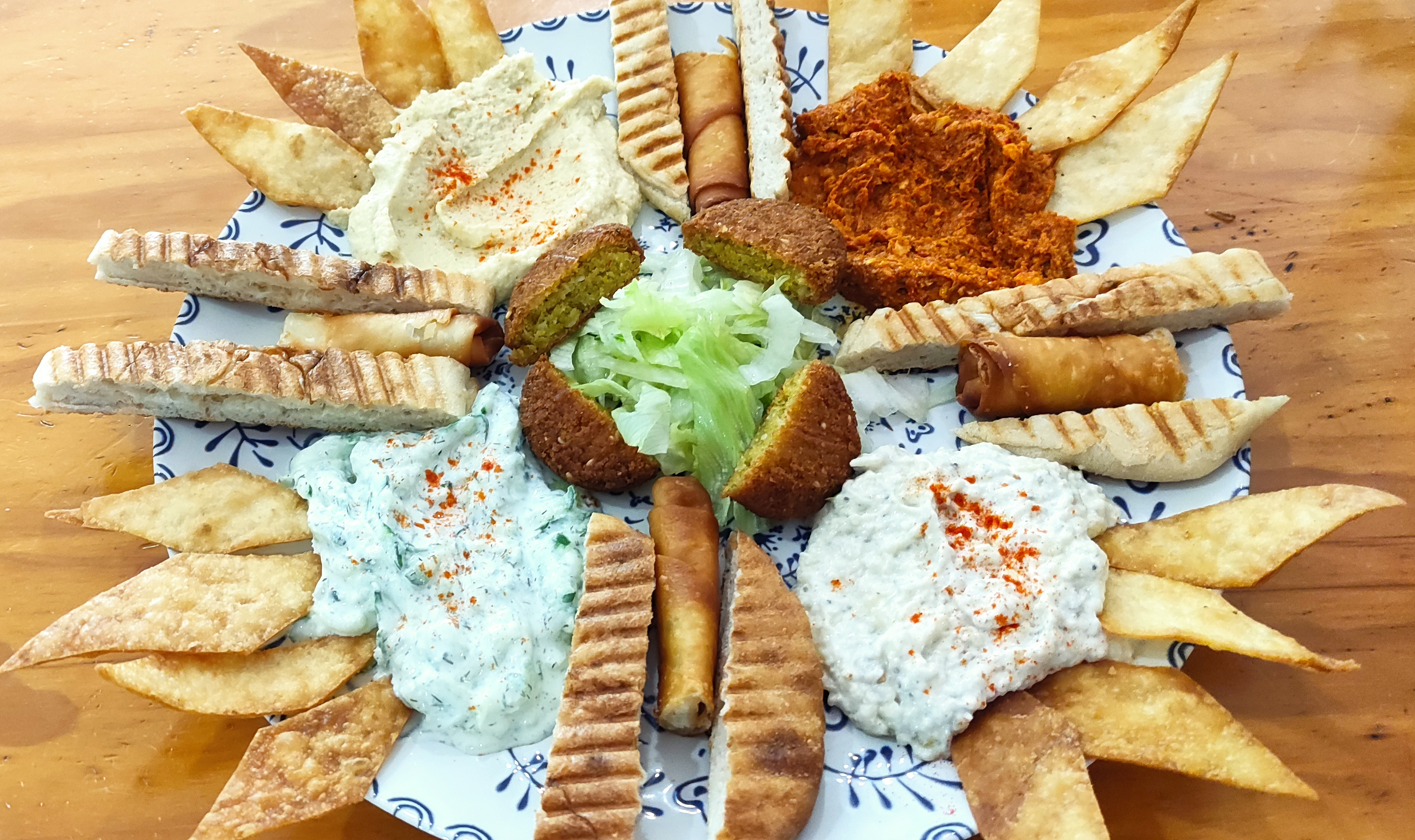
Selecció de meze: Humus, Haydari, Muammara, Babaganus, Sigara Boregi, Falafel.
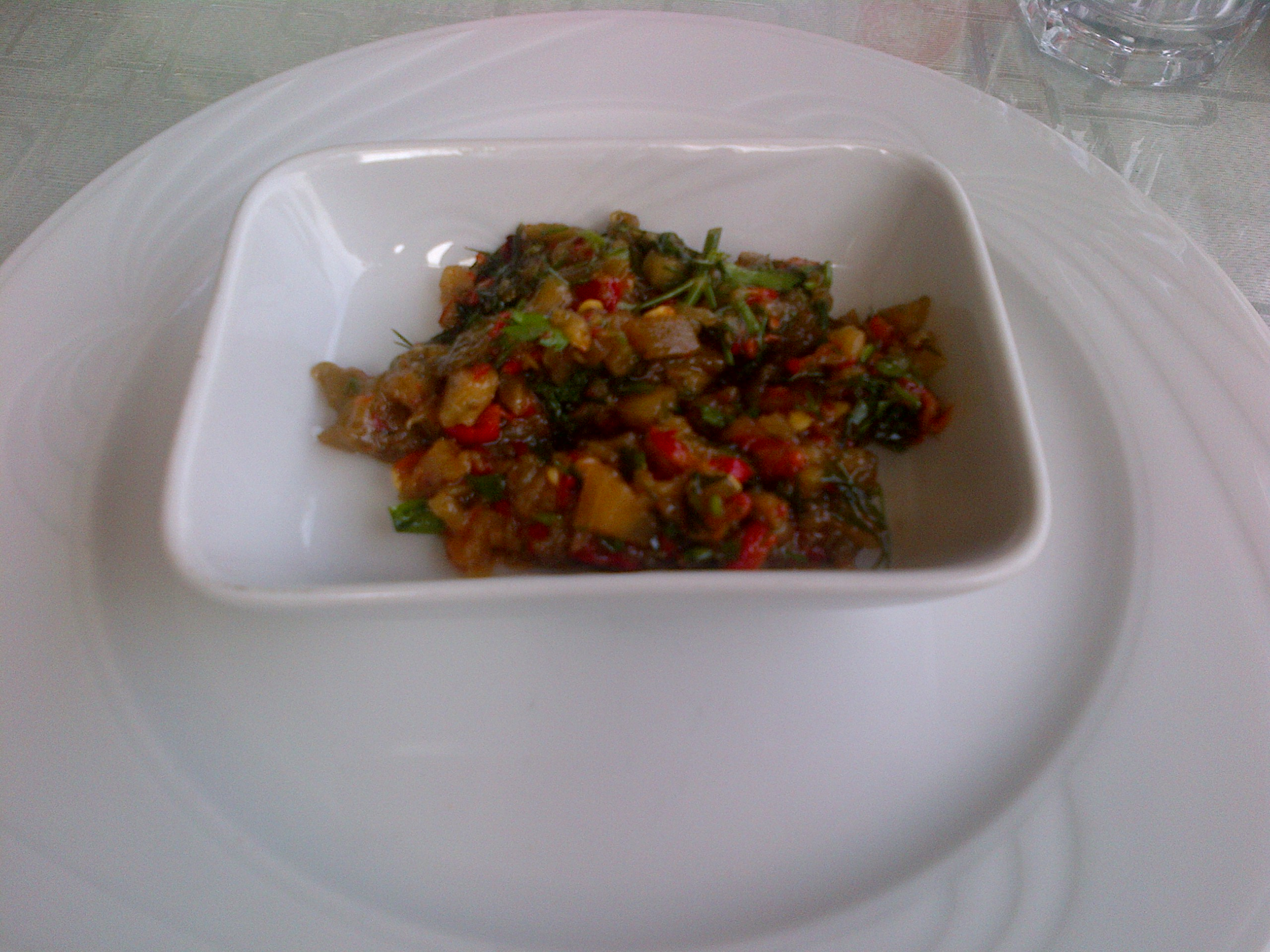
"Patlıcan salata (sı)", amanida d'albergínia a la turca.
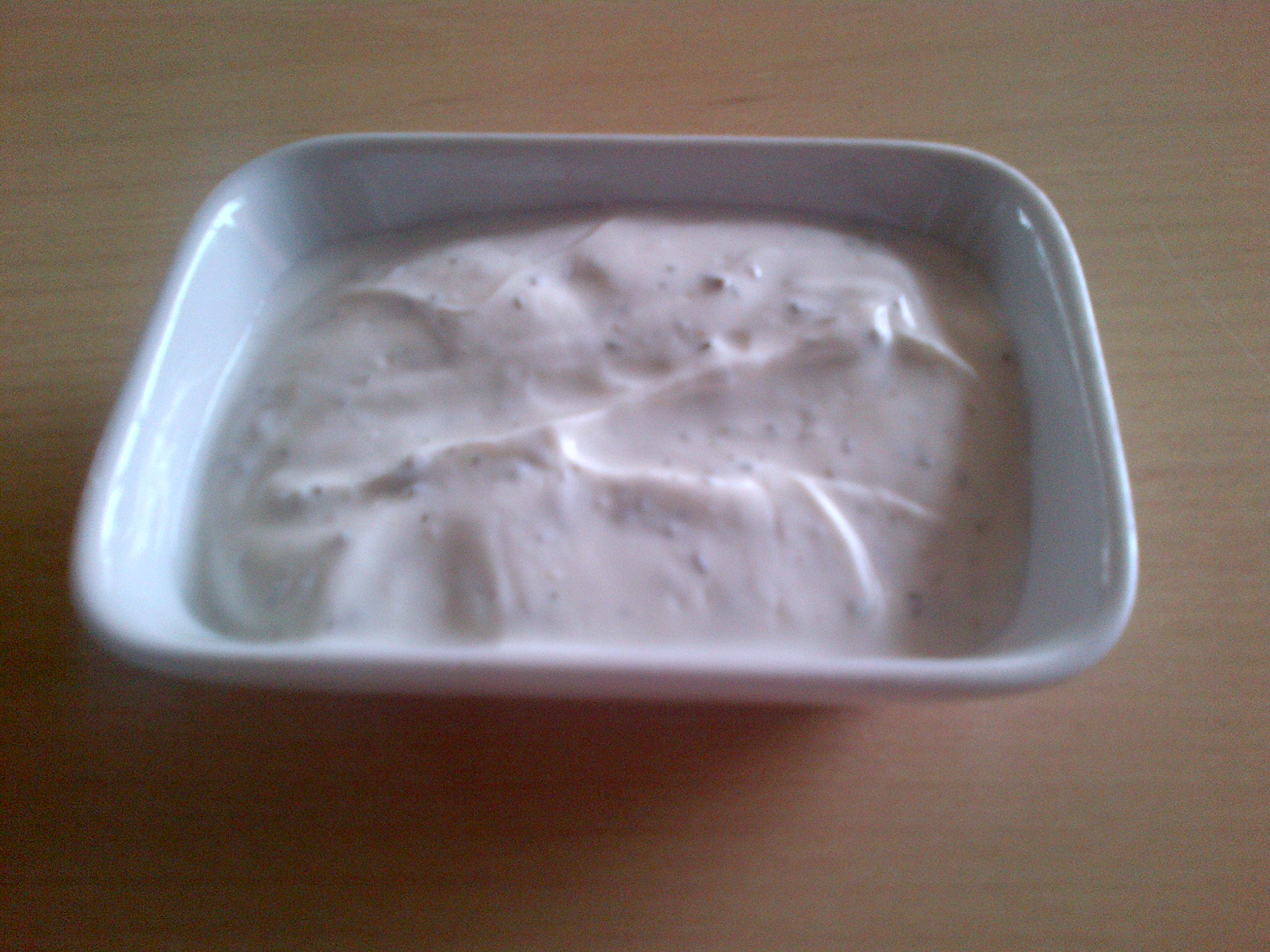
Haydari, un meze de la cuina turca fet amb iogurt, all i herbes.
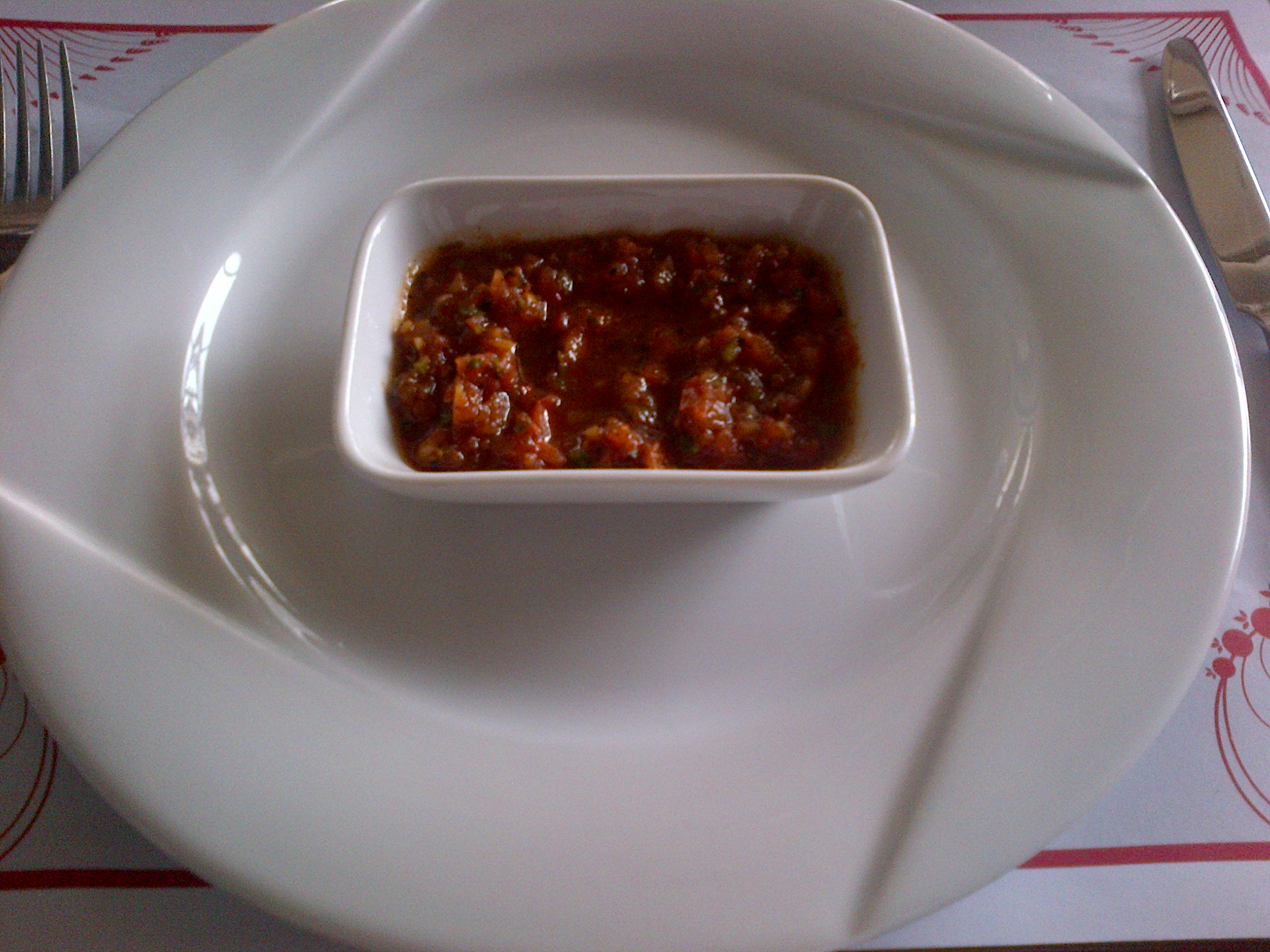
Ezme, un meze de la cuina turca, semblant al "pebre" xilè, però amb julivert i no coriandre.
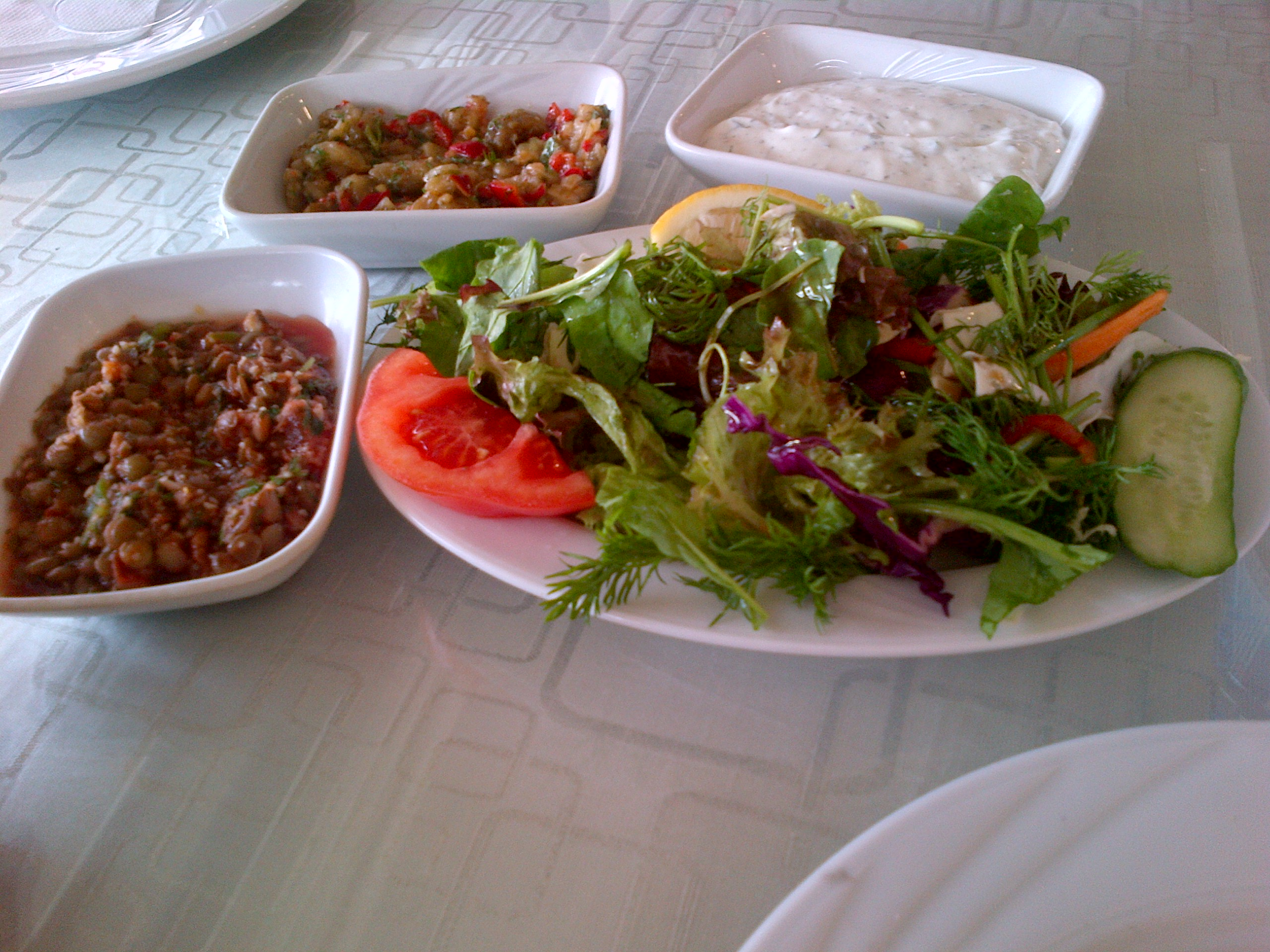
Una amanida i diversos plats de meze de la cuina turca: Llentilles verdes (fred), amanida d'albergínia i "haydari".
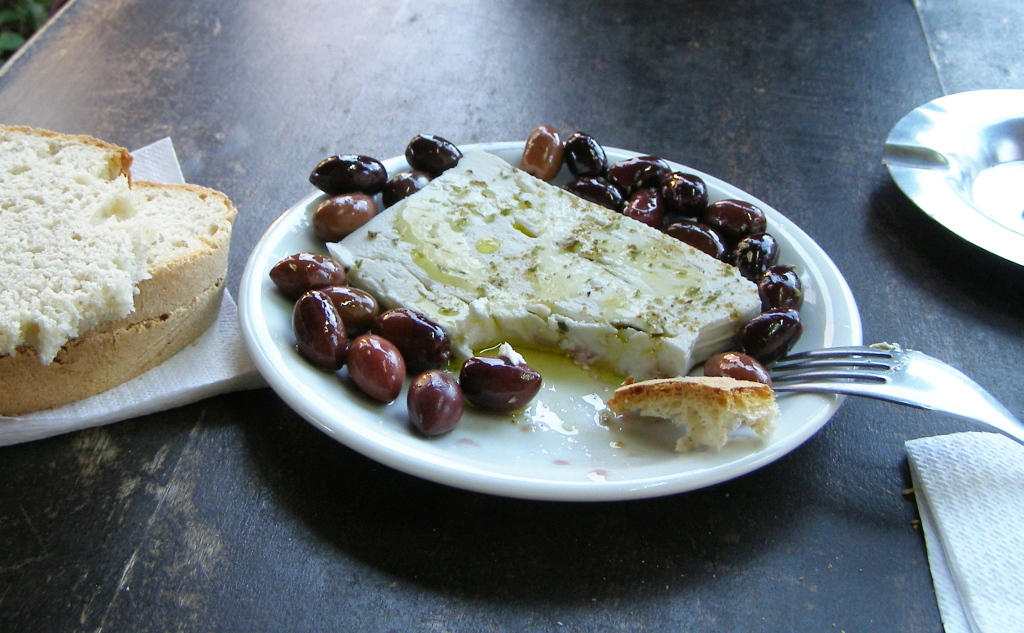
Formatge d'ovella amb olives i pa.